# Pilotis

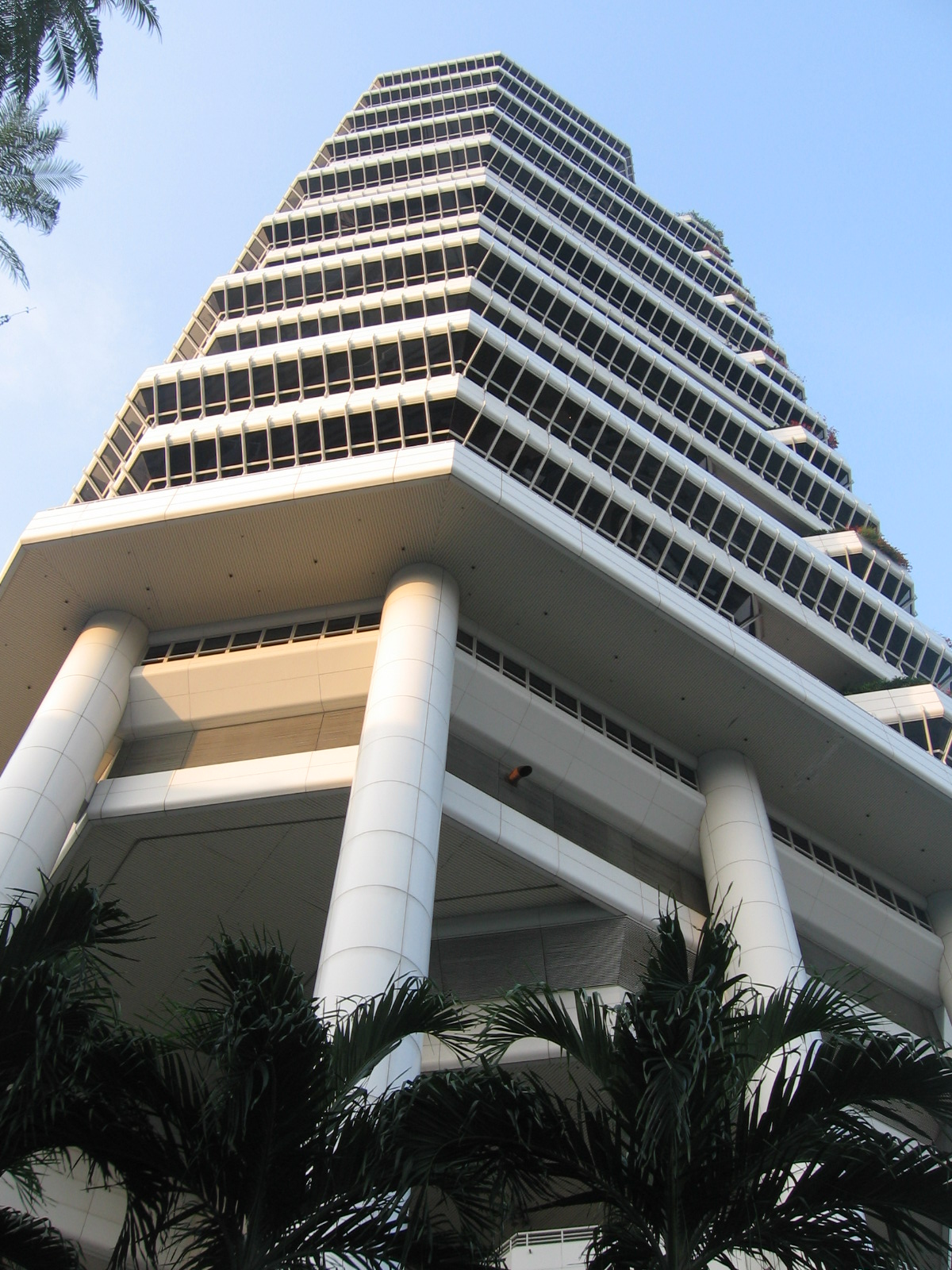
The Concourse a Singapur, dissenyat per Paul Rudolph, es recolza sobre grans pilotis.

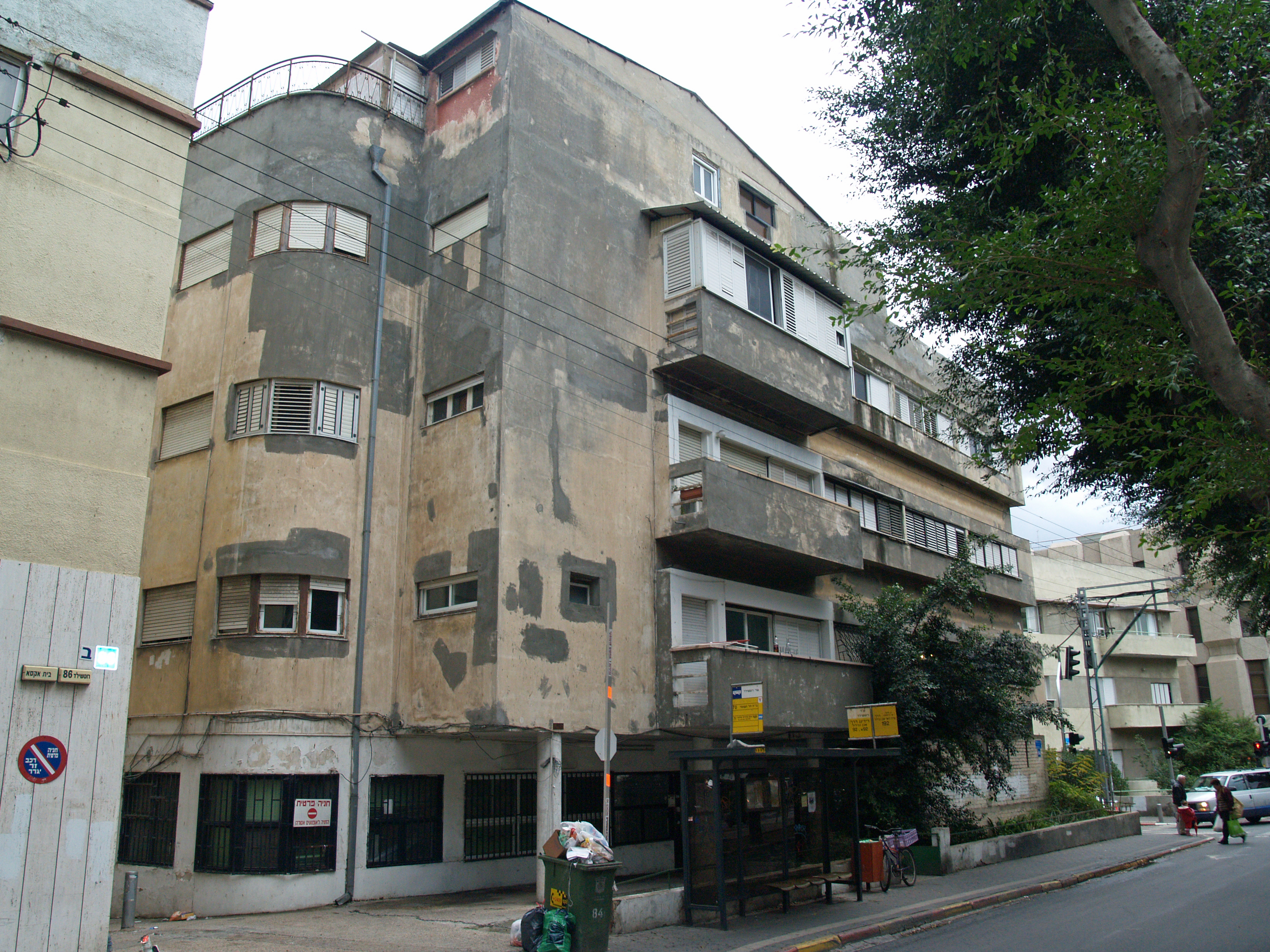
La Engel House a la Ciutat Blanca de Tel-Aviv, dissenyada per Zeev Rechter el 1933. És un edifici residencial que s'ha convertit en un dels símbols de l'arquitectura moderna, i va ser el primer edifici de Tel-Aviv construït sobre pilotis.

Els pilotis són suports tals com columnes, pilars o xanques que eleven un edifici per sobre del nivell del terreny o de l'aigua. Es troben en habitatges tradicionals sobre xanques com les cabanyes de fusta de pescadors d'Àsia i Escandinàvia, en els palafits i en cases elevades com les Queenslanders a Austràlia.

## Funció
En l'arquitectura moderna, els pilotis són columnes de suport situades en la planta baixa. Dos dels millors exemples són la Vila Savoye de Le Corbusier a Poissy, França i The Homewood de Patrick Gwynne en Surrey, Anglaterra.
A més de la seva funció estructural, els pilotis eleven el volum arquitectònic, el fan més lleuger i alliberen espai per a circular per sota de la construcció. Milloren la connectivitat de l'edifici amb el terreny, permetent aparcaments, jardins o accessos per a cotxes, al mateix temps que trasnmeten un sentit de lleugeresa de la pròpia arquitectura. En zones propenses a huracans o inundacions, els pilotis es poden usar per elevar l'espai habitat d'un edifici per sobre dels nivells d'aigua assolits durant les tempestes.
Le Corbusier, Niemeyer i altres els va usar en una gran varietat de formes, des de pals prims fins al gran aspecte brutalista de la Unité d'Habitation de Marsella (1945-1952) amb diferents bases, formes i superfícies. Això era part de la idea d'eficiència corbuseriana, segons la qual el terreny, les persones i els edificis s'optimitzen si treballen junts.